# Shimizu
Shimizu (清水町?) è una cittadina giapponese della prefettura di Shizuoka.